# Euoplos bairnsdale
Euoplos bairnsdale is een spinnensoort in de taxonomische indeling van de valdeurspinnen (Idiopidae).
Het dier behoort tot het geslacht Euoplos. De wetenschappelijke naam van de soort werd voor het eerst geldig gepubliceerd in 1995 door Barbara York Main.